# Pareuchiloglanis poilanei
Pareuchiloglanis poilanei är en fiskart som beskrevs av Pellegrin, 1936. Pareuchiloglanis poilanei ingår i släktet Pareuchiloglanis och familjen Sisoridae. IUCN kategoriserar arten globalt som livskraftig. Inga underarter finns listade i Catalogue of Life.